# Alex Gregory
Alex Gregory MBE  (ur. 11 marca 1984 w Cheltenham) – brytyjski wioślarz, mistrz olimpijski, czterokrotny mistrz świata.

## Osiągnięcia
| Rok  | Impreza                 | Miejsce    | Konkurencja          | Lokata      |
| ---- | ----------------------- | ---------- | -------------------- | ----------- |
| 2005 | Mistrzostwa świata U-23 | Amsterdam  | dwójka podwójna      | 4. miejsce  |
| 2006 | Mistrzostwa świata U-23 | Hazewinkel | jedynka              | 8. miejsce  |
| 2007 | Mistrzostwa świata      | Monachium  | czwórka podwójna     | 15. miejsce |
| 2009 | Mistrzostwa świata      | Poznań     | czwórka bez sternika | 2. miejsce  |
| 2011 | Mistrzostwa świata      | Bled       | czwórka bez sternika | 1. miejsce  |
| 2012 | Igrzyska olimpijskie    | Londyn     | czwórka bez sternika | 1. miejsce  |
| 2013 | Mistrzostwa świata      | Chungju    | ósemka               | 1. miejsce  |
| 2014 | Mistrzostwa Europy      | Belgrad    | czwórka bez sternika | 1. miejsce  |
| 2014 | Mistrzostwa świata      | Amsterdam  | czwórka bez sternika | 1. miejsce  |